# Bahnhof Amsterdam RAI
Der Bahnhof Amsterdam RAI ist ein Durchgangsbahnhof der niederländischen Bahngesellschaft NS im Süden der niederländischen Hauptstadt Amsterdam. Sie ist direkte Bahnstation für das Messegelände Amsterdam RAI und eine der frequenzschwächsten Stationen in Amsterdam.

## Geschichte
Der Bahnhof RAI wurde im Jahr 1981, zusammen mit der Bahnstrecke Weesp–Leiden eröffnet und war vorübergehend der Endpunkt dieser Linie. Die Station bestand damals aus einem Bahnsteig, mit nur einem Gleis.
Im Jahr 1988 wurden die Linie 51 der Amsterdamer Metro über die Station verlängert, weswegen die Station einen neuen Bahnsteig sowie zwei neue Gleise für die Metro erhielt. Die Erweiterungen wurden 1990 in Betrieb genommen. Die Metrostation liegt jedoch etwa 10 m nordwestlich der Bahnstation. Zwischen den beiden Stationen besteht kein direkte Umsteigemöglichkeit.
Das alte Bahnhofsgebäude wurde 1991 durch eine neue Station mit einem Mittelbahnsteig ersetzt. Die Strecke wurde im Jahr 1993 bis nach Duivendrecht bzw. Weesp verlängert.

## Streckenverbindungen
Im Jahresfahrplan 2022 halten folgende Linien am Bahnhof Amsterdam RAI:
| Zugtyp   | Linienverlauf                                                                                                | Frequenz                                |
| -------- | --- | --------------------------------------- |
| Sprinter | Hoofddorp – Schiphol Airport – Amsterdam Zuid – Amsterdam RAI – Weesp – Almere Centrum – Almere Oostvaarders | halbstündlich                           |
| Sprinter | Utrecht Centraal – Hilversum – Weesp – Amsterdam RAI – Amsterdam Zuid – Schiphol Airport – Hoofddorp         | halbstündlich (fährt nicht nach 20 Uhr) |
| Metro    | M50: Isolatorweg – Zuid – RAI – Overamstel – Van der Madeweg – Bijlmer ArenA – Gein                          | zehnminütig                             |
| Metro    | M51: Centraal Station – Spaklerweg – Overamstel – RAI – Zuid – Isolatorweg                                   | zehnminütig                             |